# 김세의
김세의(金世毅, 1976년 6월 26일~)는 대한민국의 언론인이자 우파 성향의 유튜버이다. MBC 보도국 소속 기자로 활동했으며, 가로세로연구소 대표이다.

파렴치

## 이력
서울특별시 출신으로 대원외국어고등학교 중국어학과 졸업, 서울대학교 농경제사회학부에 입학 후, 사회과학대학 정치학과로 전과하여 정치학과 학사 학위를 취득하고, 서울대학교 대학원 경영학 석사 학위를 받았다. 2003년 1월에 삼성네트웍스를 거쳐 2003년 3월에 매일경제TV(MBN)에서 활동하다가 2004년 12월에 MBC 취재기자로 입사했다.
2013년에는 민주노총 산하 노동조합에 맞서 새로운 MBC 노동조합(일명 제3노조)을 설립하여 노조위원장에 취임했다. 2018년 8월 1일 MBC를 퇴사하였다. 퇴사 이후 2018년 8월에 강용석 前 대한민국 무소속 국회의원과 함께 우파 성향 싱크탱크인 가로세로연구소를 창립하고 대표를 맡았다. 2020년에는 대한민국 제21대 국회의원 선거를 앞두고 있던 미래한국당의 비례대표 공천 과정에 참여했으나 탈락했다.

## 언론 활동

### 계룡대 삼군본부 군내 윤락업소 보도
김세의 기자는 2007년 2월 6일, 대한민국 육군, 대한민국 해군, 대한민국 공군의 심장부인 계룡대 내에 룸살롱이 17년째 운영되고 있다는 고발 보도를 했다. 방송이 나간 다음날 군은 곧바로 룸살롱을 폐지하였고 군검찰은 김세의에 대해 초소침범죄와 군사기밀유출죄 혐의로 기소했다.
군사법원은 김세의에 대해 2008년 4월 24일 징역 1년에 집행유예 2년형을 선고했으나, 한국기자협회와 방송기자연합회, 문화방송 기자회가 성명을 내며 즉각 반발했고 네티즌들은 김세의 기자 무죄 청원 운동을 벌였다. 결국 김세의는 2009년 1월 30일 대법원에서 징역 1년에 선고유예 2년형을 최종 확정 판결받았다. 문화방송은 김세의 기자의 이 보도에 대해 '베스트 리포트상'을 수여했다.

### 대통령 전용 헬기 사업 관련 고발 보도
2007년 2월 20일 김세의 기자는 노무현 대통령 임기말 1700억원의 국방부 예산을 들여 도입된 대통령 전용헬기 사업에 큰 문제가 있다는 고발 보도를 했다. 이 사업은 기존의 대통령 전용헬기인 VH-60 블랙호크를 대체하는 S-92 슈퍼호크 3대를 미국의 시코르스키사로부터 들여오는 것인데, 적외선 야간 감지 장비인 플리어(FLIR)가 장착되어 있지 않아 날씨가 흐린 상태이거나 해가 진 이후에는 안전상의 이유로 헬기가 뜰 수 없기 때문에 예산 낭비라는 것이다. 김세의 기자는 적외선 야간 감지 장비인 플리어를 결정하면서 방위사업청과 삼성 탈레스 항공사 사이의 계약 과정에 있어서의 문제점을 자세히 지적했고 적지 않은 사회적 반향을 일으켰다.

## 논란 및 사건사고

### 기사 조작 관련 논란
2018년 10월 MBC 정상화위원회는 김세의 前 기자가 인터뷰 13개 중 7개를 조작했다는 내용을 발표했다.보도 자료 리스트 10월 14일에는 KBS <저널리즘 토크쇼J>에서 김세의에 대해 보도했다. 한 출연자는 김세의에 대해 "처음에는 약간의 실수 혹은 애교였을 수도 있는데 안 밝혀지고 계속 간 거 아닌가. 그러면서 자기가 판을 갖고 논다는 건방짐마저 느껴진다"라고 비난했다.

### 2021년 9월가로세로연구소출연진 체포
2021년 9월 7일 가로세로연구소 출연진인 강용석, 김세의, 김용호 3명이 지속적으로 여러 피해자들의 고소에 대한 조사를 위한 경찰의 출석 요구에 불응한 것으로 인해 체포되었다. 김세의는 9월 7일 오후 7:46에, 강용석은 오후 7:59에 체포되었다.

## 학력
- 대원외국어고등학교 중국어과 졸업(1995년)
- 서울대학교 정치학 학사(2003년)
- 서울대학교 대학원 경영학 석사(2010년)

### 비학위 수료
- 미국 조지타운 대학교 연구원 과정 수료

## 경력사항
- 2019년 6월: 자유한국당 신정치혁신특별위원회 혁신소위원회 위원
- 2018년 9월 ~: 미국 조지워싱턴대학교 한국학연구소 Resident Visiting Scholar
- 2018년 8월 ~: 가로세로연구소 창립 대표
- 2018년 4월 ~ 8월 1일: MBC 대기발령
- 2015년 5월 ~ 2018년 4월: MBC 경제부 기자
- 2013년 6월: MBC 사회1부 법조팀 팀장
- 2013년 3월 ~ 2017년 11월: MBC 노동조합 위원장
- 2012년 7월: MBC 정치부 기자
- 2011년 3월: MBC 경제부 기자
- 2010년 4월: MBC 정책홍보부 기자
- 2007년 3월: MBC 스포츠취재부 기자
- 2006년 12월: MBC 사회부 수도권팀 인천담당 기자
- 2006년 8월: MBC 사회부 사건팀 영등포라인 기자
- 2006년 4월: MBC 사회2부 마포라인 기자
- 2006년 3월: MBC 사회2부 강남라인 기자
- 2005년 12월: MBC '황우석 교수 사건' 특별취재팀 기자
- 2005년 10월: MBC 사회2부 동대문, 도봉라인 기자
- 2005년 5월: MBC 통일외교부 기자
- 2005년 3월: MBC 사회2부 중부라인 기자
- 2004년 12월: MBC 입사
- 2003년 3월: 매일경제TV(MBN) 입사
- 2003년 1월: 삼성 네트웍스 입사
- 2002년 8월: 계룡대 공군본부 정훈공보실 공보과 공군 병장 만기제대

## 가족
- 부모: 김영수(부), 서정진(모)
- 형제2남 1녀 중 셋째